# Ministri dell'industria della Francia
Questo articolo fornisce l'elenco dei membri del governo francese responsabili dell'industria e della produzione. Il ministro responsabile dirige il Ministero dell'industria.

## Elenco

### Rivoluzione francese
| Direttore                            | Incarico                                                          | Governo    | Inizio | Fine           |
| ------------------------------------ | ----------------------------------------------------------------- | ---------- | ------ | -------------- |
| Louis-Marie de La Révellière-Lépeaux | Direttore della pubblica istruzione, delle arti della manifattura | Direttorio | 1795   | 18 giugno 1799 |

### Primo Impero
| Ministro             | Incarico                                               | Governo            | Inizio          | Fine           | Capo di Stato |
| -------------------- | ------------------------------------------------------ | ------------------ | --------------- | -------------- | ------------- |
| Jean-Baptiste Collin | Ministro dell'industria manifatturiera e del commercio | Consolato e Impero | 16 gennaio 1812 | 1º aprile 1814 | Napoleone I   |

### Terza Repubblica
| Ministro               | Incarico | Ministro delegato o segretario di Stato | Incarico                                                                        | Governo                       | Inizio            | Fine              | Capo di Stato       |
| ---------------------- | --- | --------------------------------------- | ------------------------------------------------------------------------------- | ----------------------------- | ----------------- | ----------------- | ------------------- |
| Édouard Lockroy        | Ministro del commercio e dell'industria                                                                               | Nessuno                                 | Nessuno                                                                         | Freycinet III Goblet          | 7 gennaio 1886    | 30 maggio 1887    | Jules Grévy         |
| Lucien Dautresme       | Ministro del commercio e dell'industria                                                                               | Nessuno                                 | Nessuno                                                                         | Rouvier I                     | 30 maggio 1887    | 12 dicembre 1887  | Jules Grévy         |
| Lucien Dautresme       | Ministro del commercio e dell'industria                                                                               | Nessuno                                 | Nessuno                                                                         | Tirard I                      | 12 dicembre 1887  | 3 aprile 1888     | Sadi Carnot         |
| Pierre Legrand         | Ministro del commercio e dell'industria                                                                               | Nessuno                                 | Nessuno                                                                         | Floquet                       | 3 aprile 1888     | 22 febbraio 1889  | Sadi Carnot         |
| Pierre Tirard          | Presidente del Consiglio, del commercio e dell'industria                                                              | Nessuno                                 | Nessuno                                                                         | Tirard II                     | 22 febbraio 1889  | 14 marzo 1889     | Sadi Carnot         |
| Pierre Tirard          | Presidente del Consiglio, del commercio, dell'industria e delle colonie                                               | Nessuno                                 | Nessuno                                                                         | Tirard II                     | 14 marzo 1889     | 17 marzo 1890     | Sadi Carnot         |
| Jules Roche            | Ministro del commercio, dell'industria e delle colonie                                                                | Eugène Étienne                          | Sottosegretario di Stato al commercio, all'industria e alle colonie             | Freycinet IV                  | 17 marzo 1890     | 27 février 1892   | Sadi Carnot         |
| Jules Roche            | Ministro del commercio, dell'industria e delle colonie                                                                | Nessuno                                 | Nessuno                                                                         | Loubet                        | 27 febbraio 1892  | 8 marzo 1892      | Sadi Carnot         |
| Jules Roche            | Ministro del commercio e dell'industria                                                                               | Nessuno                                 | Nessuno                                                                         | Loubet                        | 8 marzo 1892      | 6 dicembre 1892   | Sadi Carnot         |
| Jules Siegfried        | Ministro del commercio e dell'industria                                                                               | Nessuno                                 | Nessuno                                                                         | Ribot I                       | 6 dicembre 1892   | 11 gennaio 1893   | Sadi Carnot         |
| Jules Siegfried        | Ministro del commercio, dell'industria e delle colonie                                                                | Nessuno                                 | Nessuno                                                                         | Ribot II                      | 11 gennaio 1893   | 4 aprile 1893     | Sadi Carnot         |
| Louis Terrier          | Ministro del commercio, dell'industria e delle colonie                                                                | Nessuno                                 | Nessuno                                                                         | Dupuy I                       | 4 aprile 1893     | 3 dicembre 1893   | Sadi Carnot         |
| Jean Marty             | Ministro del commercio, dell'industria e delle colonie                                                                | Nessuno                                 | Nessuno                                                                         | Casimir-Perier                | 3 dicembre 1893   | 20 marzo 1894     | Sadi Carnot         |
| Jean Marty             | Ministro del commercio, dell'industria, delle poste e dei telegrafi                                                   | Nessuno                                 | Nessuno                                                                         | Casimir-Perier                | 24 marzo 1894     | 30 maggio 1894    | Sadi Carnot         |
| Victor Lourties        | Ministro del commercio, dell'industria, delle poste e dei telegrafi                                                   | Nessuno                                 | Nessuno                                                                         | Dupuy II                      | 30 maggio 1894    | 1º luglio 1894    | Sadi Carnot         |
| Victor Lourties        | Ministro del commercio, dell'industria, delle poste e dei telegrafi                                                   | Nessuno                                 | Nessuno                                                                         | Dupuy III                     | 1º luglio 1894    | 26 gennaio 1895   | Jean Casimir-Périer |
| André Lebon            | Ministro del commercio, dell'industria, delle poste e dei telegrafi                                                   | Nessuno                                 | Nessuno                                                                         | Ribot III                     | 26 gennaio 1895   | 1º novembre 1895  | Félix Faure         |
| Gustave Mesureur       | Ministro del commercio, dell'industria, delle poste e dei telegrafi                                                   | Nessuno                                 | Nessuno                                                                         | Bourgeois                     | 1º novembre 1895  | 29 aprile 1896    | Félix Faure         |
| Henry Boucher          | Ministro del commercio, dell'industria, delle poste e dei telegrafi                                                   | Nessuno                                 | Nessuno                                                                         | Méline                        | 29 aprile 1896    | 28 giugno 1898    | Félix Faure         |
| Émile Maruéjouls       | Ministro del commercio, dell'industria, delle poste e dei telegrafi                                                   | Nessuno                                 | Nessuno                                                                         | Brisson II                    | 28 giugno 1898    | 1º novembre 1898  | Félix Faure         |
| Paul Delombre          | Ministro del commercio, dell'industria, delle poste e dei telegrafi                                                   | Nessuno                                 | Nessuno                                                                         | Dupuy IV                      | 1º novembre 1898  | 18 febbraio 1899  | Félix Faure         |
| Paul Delombre          | Ministro del commercio, dell'industria, delle poste e dei telegrafi                                                   | Nessuno                                 | Nessuno                                                                         | Dupuy V                       | 18 febbraio 1899  | 22 giugno 1899    | Émile Loubet        |
| Alexandre Millerand    | Ministro del commercio, dell'industria, delle poste e dei telegrafi                                                   | Nessuno                                 | Nessuno                                                                         | Waldeck-Rousseau              | 22 giugno 1899    | 7 giugno 1902     | Émile Loubet        |
| Georges Trouillot      | Ministro del commercio, dell'industria, delle poste e dei telegrafi                                                   | Nessuno                                 | Nessuno                                                                         | Combes                        | 7 giugno 1902     | 24 gennaio 1905   | Émile Loubet        |
| Fernand Dubief         | Ministro del commercio, dell'industria, delle poste e dei telegrafi                                                   | Nessuno                                 | Nessuno                                                                         | Rouvier II                    | 24 gennaio 1905   | 12 novembre 1905  | Émile Loubet        |
| Georges Trouillot      | Ministro del commercio, dell'industria, delle poste e dei telegrafi                                                   | Nessuno                                 | Nessuno                                                                         | Rouvier II                    | 12 novembre 1905  | 18 febbraio 1906  | Émile Loubet        |
| Georges Trouillot      | Ministro del commercio, dell'industria, delle poste e dei telegrafi                                                   | Nessuno                                 | Nessuno                                                                         | Rouvier III                   | 18 febbraio 1906  | 14 marzo 1906     | Armand Fallières    |
| Gaston Doumergue       | Ministro del commercio, dell'industria e del lavoro                                                                   | Nessuno                                 | Nessuno                                                                         | Sarrien                       | 14 marzo 1906     | 25 ottobre 1906   | Armand Fallières    |
| Gaston Doumergue       | Ministro del commercio e dell'industria                                                                               | Nessuno                                 | Nessuno                                                                         | Clemenceau I                  | 25 ottobre 1906   | 4 gennaio 1908    | Armand Fallières    |
| Jean Cruppi            | Ministro del commercio e dell'industria                                                                               | Nessuno                                 | Nessuno                                                                         | Clemenceau I                  | 4 gennaio 1908    | 24 luglio 1909    | Armand Fallières    |
| Jean Dupuy             | Ministro del commercio e dell'industria                                                                               | Nessuno                                 | Nessuno                                                                         | Briand I e II                 | 24 luglio 1909    | 2 marzo 1911      | Armand Fallières    |
| Alfred Massé           | Ministro del commercio e dell'industria                                                                               | Nessuno                                 | Nessuno                                                                         | Monis                         | 2 marzo 1911      | 27 giugno 1911    | Armand Fallières    |
| Maurice Couyba         | Ministro del commercio e dell'industria                                                                               | Nessuno                                 | Nessuno                                                                         | Caillaux                      | 27 giugno 1911    | 14 gennaio 1912   | Armand Fallières    |
| Fernand David          | Ministro del commercio e dell'industria                                                                               | Nessuno                                 | Nessuno                                                                         | Poincaré I                    | 14 gennaio 1912   | 21 gennaio 1913   | Armand Fallières    |
| Gabriel Guist'hau      | Ministro del commercio e dell'industria                                                                               | Nessuno                                 | Nessuno                                                                         | Briand III                    | 21 gennaio 1913   | 18 febbraio 1913  | Armand Fallières    |
| Gabriel Guist'hau      | Ministro del commercio e dell'industria                                                                               | Nessuno                                 | Nessuno                                                                         | Briand IV                     | 18 febbraio 1913  | 22 marzo 1913     | Raymond Poincaré    |
| Alfred Massé           | Ministro del commercio, dell'industria, delle poste e dei telegrafi                                                   | Nessuno                                 | Nessuno                                                                         | Barthou                       | 22 marzo 1913     | 9 dicembre 1913   | Raymond Poincaré    |
| Louis-Jean Malvy       | Ministro del commercio, dell'industria, delle poste e dei telegrafi                                                   | Nessuno                                 | Nessuno                                                                         | Doumergue I                   | 9 dicembre 1913   | 17 marzo 1914     | Raymond Poincaré    |
| Raoul Péret            | Ministro del commercio, dell'industria, delle poste e dei telegrafi                                                   | Nessuno                                 | Nessuno                                                                         | Doumergue I                   | 17 marzo 1914     | 9 giugno 1914     | Raymond Poincaré    |
| Marc Réville           | Ministro del commercio, dell'industria, delle poste e dei telegrafi                                                   | Nessuno                                 | Nessuno                                                                         | Ribot IV                      | 9 giugno 1914     | 13 giugno 1914    | Raymond Poincaré    |
| Gaston Thomson         | Ministro del commercio, dell'industria, delle poste e dei telegrafi                                                   | Nessuno                                 | Nessuno                                                                         | Viviani I e II                | 13 giugno 1914    | 29 ottobre 1915   | Raymond Poincaré    |
| Étienne Clémentel      | Ministro del commercio, dell'industria, delle poste e dei telegrafi                                                   | Nessuno                                 | Nessuno                                                                         | Briand V                      | 29 ottobre 1915   | 12 dicembre 1916  | Raymond Poincaré    |
| Étienne Clémentel      | Ministro del commercio, dell'industria, dell'agricoltura, del lavoro, delle poste e dei telegrafi                     | Nessuno                                 | Nessuno                                                                         | Briand VI                     | 12 dicembre 1916  | 20 marzo 1917     | Raymond Poincaré    |
| Étienne Clémentel      | Ministro del commercio, dell'industria, delle poste e dei telegrafi                                                   | Nessuno                                 | Nessuno                                                                         | Ribot V                       | 20 marzo 1917     | 12 settembre 1917 | Raymond Poincaré    |
| Étienne Clémentel      | Ministro del commercio, dell'industria, delle poste e dei telegrafi                                                   | Paul Morel                              | Sosstosgretario di Stato al commercio, all'industria, alle poste e ai telegrafi | Painlevé I                    | 12 settembre 1917 | 16 novembre 1917  | Raymond Poincaré    |
| Étienne Clémentel      | Ministro del commercio, dell'industria, delle poste, dei telegrafi, dei trasporti marittimi e della marina mercantile | Nessuno                                 | Nessuno                                                                         | Clemenceau II                 | 16 novembre 1917  | 27 novembre 1919  | Raymond Poincaré    |
| Louis Dubois           | Ministro del commercio, dell'industria, delle poste e dei telegrafi                                                   | Nessuno                                 | Nessuno                                                                         | Clemenceau II                 | 27 novembre 1919  | 20 gennaio 1920   | Raymond Poincaré    |
| Auguste Isaac          | Ministro del commercio e dell'industria                                                                               | Nessuno                                 | Nessuno                                                                         | Millerand I                   | 20 gennaio 1920   | 18 febbraio 1920  | Raymond Poincaré    |
| Auguste Isaac          | Ministro del commercio e dell'industria                                                                               | Nessuno                                 | Nessuno                                                                         | Millerand II                  | 18 febbraio 1920  | 24 settembre 1920 | Paul Deschanel      |
| Auguste Isaac          | Ministro del commercio e dell'industria                                                                               | Nessuno                                 | Nessuno                                                                         | Leygues                       | 24 settembre 1920 | 16 gennaio 1921   | Alexandre Millerand |
| Lucien Dior            | Ministro del commercio e dell'industria                                                                               | Nessuno                                 | Nessuno                                                                         | Briand VII Poincaré II        | 16 gennaio 1921   | 29 marzo 1924     | Alexandre Millerand |
| Louis Loucheur         | Ministro del commercio, dell'industria, delle poste e dei telegrafi                                                   | Nessuno                                 | Nessuno                                                                         | Poincaré III                  | 29 marzo 1924     | 9 giugno 1924     | Alexandre Millerand |
| Pierre-Étienne Flandin | Ministro del commercio, dell'industria, delle poste e dei telegrafi                                                   | Nessuno                                 | Nessuno                                                                         | François-Marsal               | 9 giugno 1924     | 14 giugno 1924    | Alexandre Millerand |
| Eugène Raynaldy        | Ministro dell'industria e del commercio                                                                               | Nessuno                                 | Nessuno                                                                         | Herriot I                     | 14 giugno 1924    | 17 aprile 1925    | Gaston Doumergue    |
| Charles Chaumet        | Ministro dell'industria e del commercio                                                                               | Nessuno                                 | Nessuno                                                                         | Painlevé II                   | 17 aprile 1925    | 29 ottobre 1925   | Gaston Doumergue    |
| Daniel Daniel-Vincent  | Ministro dell'industria e del commercio                                                                               | Nessuno                                 | Nessuno                                                                         | Painlevé III Briand VIII e IX | 29 ottobre 1925   | 23 giugno 1926    | Gaston Doumergue    |
| Fernand Chapsal        | Ministro dell'industria e del commercio                                                                               | Nessuno                                 | Nessuno                                                                         | Briand X                      | 23 giugno 1926    | 19 luglio 1926    | Gaston Doumergue    |
| Louis Loucheur         | Ministro dell'industria e del commercio                                                                               | Nessuno                                 | Nessuno                                                                         | Herriot II                    | 19 luglio 1926    | 23 luglio 1926    | Gaston Doumergue    |
| Maurice Bokanowski     | Ministro dell'industria e del commercio                                                                               | Nessuno                                 | Nessuno                                                                         | Poincaré IV                   | 23 luglio 1926    | 2 settembre 1928  | Gaston Doumergue    |
| Henry Chéron           | Ministro del commercio, dell'industria, delle poste e dei telegrafi                                                   | Nessuno                                 | Nessuno                                                                         | Poincaré IV                   | 14 settembre 1928 | 11 novembre 1928  | Gaston Doumergue    |
| Georges Bonnefous      | Ministro del commercio e dell'industria                                                                               | Nessuno                                 | Nessuno                                                                         | Poincaré V Briand XI          | 11 novembre 1928  | 3 novembre 1929   | Gaston Doumergue    |
| Pierre-Étienne Flandin | Ministro del commercio e dell'industria                                                                               | Nessuno                                 | Nessuno                                                                         | Tardieu I                     | 3 novembre 1929   | 21 febbraio 1930  | Gaston Doumergue    |
| Georges Bonnet         | Ministro del commercio e dell'industria                                                                               | Nessuno                                 | Nessuno                                                                         | Chautemps I                   | 21 febbraio 1930  | 2 marzo 1930      | Gaston Doumergue    |
| Pierre-Étienne Flandin | Ministro del commercio e dell'industria                                                                               | Alfred Oberkirch                        | Sottosegretario di Stato al commercio e all'industria                           | Tardieu II                    | 2 marzo 1930      | 13 dicembre 1930  | Gaston Doumergue    |
| Louis Loucheur         | Ministro dell'economia nazionale, del commercio e dell'industria                                                      | Léon Meyer                              | Sottosegretario di Stato all'economia nazionale, al commercio e all'industria   | Steeg                         | 13 dicembre 1930  | 27 gennaio 1931   | Gaston Doumergue    |
| Louis Rollin           | Ministro del commerico e dell'industria                                                                               | Charles Frey                            | Sottosegretario di Stato al commercio e all'industria                           | Laval I                       | 27 gennaio 1931   | 13 giugno 1931    | Gaston Doumergue    |
| Louis Rollin           | Ministro del commerico e dell'industria                                                                               | Charles Frey                            | Sottosegretario di Stato al commercio e all'industria                           | Laval II e II                 | 13 giugno 1931    | 20 febbraio 1932  | Paul Doumer         |
| Julien Durand          | Ministro del commerico e dell'industria                                                                               | Nessuno                                 | Nessuno                                                                         | Herriot III Paul-Boncour      | 3 giugno 1932     | 31 gennaio 1933   | Albert Lebrun       |
| Louis Serre            | Ministro del commerico e dell'industria                                                                               | Nessuno                                 | Nessuno                                                                         | Daladier I                    | 31 gennaio 1933   | 26 ottobre 1933   | Albert Lebrun       |
| Laurent Eynac          | Ministro del commerico e dell'industria                                                                               | Nessuno                                 | Nessuno                                                                         | Sarraut I Chautemps II        | 26 ottobre 1933   | 30 gennaio 1934   | Albert Lebrun       |
| Jean Mistler           | Ministro del commerico e dell'industria                                                                               | Nessuno                                 | Nessuno                                                                         | Daladier II                   | 30 gennaio 1934   | 9 febbraio 1934   | Albert Lebrun       |
| Lucien Lamoureux       | Ministro del commerico e dell'industria                                                                               | Nessuno                                 | Nessuno                                                                         | Doumergue II                  | 9 febbraio 1934   | 8 novembre 1934   | Albert Lebrun       |
| Paul Marchandeau       | Ministro del commerico e dell'industria                                                                               | Nessuno                                 | Nessuno                                                                         | Flandin I                     | 8 novembre 1934   | 1º giugno 1935    | Albert Lebrun       |
| Laurent Eynac          | Ministro del commerico e dell'industria                                                                               | Nessuno                                 | Nessuno                                                                         | Bouisson                      | 1º giugno 1935    | 7 giugno 1935     | Albert Lebrun       |
| Georges Bonnet         | Ministro del commerico e dell'industria                                                                               | Nessuno                                 | Nessuno                                                                         | Laval IV                      | 7 giugno 1935     | 24 gennaio 1936   | Paul Doumer         |
| Georges Bonnet         | Ministro del commerico e dell'industria                                                                               | Nessuno                                 | Nessuno                                                                         | Sarraut II                    | 24 gennaio 1936   | 4 giugno 1936     | Albert Lebrun       |
| Louis Rollin           | Ministro del commerico e dell'industria                                                                               | Amaury de La Grange                     | Sottosegretario di Stato al commercio e all'industria                           | Reynaud                       | 21 marzo 1940     | 10 maggio 1940    | Albert Lebrun       |
| Louis Rollin           | Ministro del commerico e dell'industria                                                                               | Nessuno                                 | Nessuno                                                                         | Reynaud                       | 10 maggio 1940    | 18 maggio 1940    | Albert Lebrun       |
| Léon Baréty            | Ministro del commerico e dell'industria                                                                               | Nessuno                                 | Nessuno                                                                         | Reynaud                       | 18 maggio 1940    | 5 giugno 1940     | Albert Lebrun       |
| Albert Chichery        | Ministro del commerico e dell'industria                                                                               | Nessuno                                 | Nessuno                                                                         | Reynaud                       | 5 giugno 1940     | 16 giugno 1940    | Albert Lebrun       |

### Seconda guerra mondiale
| Ministro o segretario di Stato | Incarico                                             | Altro esecutivo | Incarico                                          | Governo            | Inizio          | Fine             | Capo di Stato     |
| ------------------------------ | ---------------------------------------------------- | --------------- | ------------------------------------------------- | ------------------ | --------------- | ---------------- | ----------------- |
| André Diethelm                 | Commissario alla produzione e al commercio           | Nessuno         | Nessuno                                           | CFLN 1 (ad Algeri) | 7 giugno 1943   | 9 novembre 1943  | Charles de Gaulle |
| André Diethelm                 | Commissario alla produzione e all'approvvigionamento | Nessuno         | Nessuno                                           | CFLN 2 (ad Algeri) | 9 novembre 1943 | 4 aprile 1944    | Charles de Gaulle |
| Paul Giacobbi                  | Commissario alla produzione e all'approvvigionamento | Nessuno         | Nessuno                                           | CFLN 2 (ad Algeri) | 4 aprile 1944   | 26 agosto 1944   | Charles de Gaulle |
| Paul Giacobbi                  | Commissario alla produzione e all'approvvigionamento | Robert Lacoste  | Segretario generale per la produzione industriale | GPRF               | 26 agosto 1944  | 4 settembre 1944 | Charles de Gaulle |

### Governo provvisorio della Repubblica francese e Quarta Repubblica
| Ministro                 | Incarico                                                                                   | Ministro delegato o segretario di Stato | Incarico                                              | Governo                    | Inizio            | Fine              | Capo di Stato     |
| ------------------------ | ------------------------------------------------------------------------------------------ | --------------------------------------- | ----------------------------------------------------- | -------------------------- | ----------------- | ----------------- | ----------------- |
| Robert Lacoste           | Ministro della produzione industriale                                                      | Nessuno                                 | Nessuno                                               | de Gaulle I                | 4 settembre 1944  | 21 novembre 1945  | Charles de Gaulle |
| Marcel Paul              | Ministro della produzione industriale                                                      | Nessuno                                 | Nessuno                                               | de Gaulle II               | 21 novembre 1945  | 26 gennaio 1946   | Charles de Gaulle |
| Marcel Paul              | Ministro della produzione industriale                                                      | Nessuno                                 | Nessuno                                               | Gouin                      | 26 gennaio 1946   | 24 giugno 1946    | Félix Gouin       |
| Marcel Paul              | Ministro della produzione industriale                                                      | Nessuno                                 | Nessuno                                               | Bidault I                  | 24 giugno 1946    | 16 dicembre 1946  | Georges Bidault   |
| Robert Lacoste           | Ministro della produzione industriale                                                      | Nessuno                                 | Nessuno                                               | Blum III                   | 16 dicembre 1946  | 22 gennaio 1947   | Vincent Auriol    |
| Robert Lacoste           | Ministro della produzione industriale                                                      | Nessuno                                 | Nessuno                                               | Ramadier I                 | 22 gennaio 1947   | 11 agosto 1947    | Vincent Auriol    |
| Robert Lacoste           | Ministro dell'industria e del commercio                                                    | Nessuno                                 | Nessuno                                               | Ramadier I                 | 11 agosto 1947    | 22 ottobre 1947   | Vincent Auriol    |
| Robert Lacoste           | Ministro dell'industria e del commercio                                                    | Nessuno                                 | Nessuno                                               | Ramadier II                | 22 ottobre 1947   | 24 novembre 1947  | Vincent Auriol    |
| Robert Lacoste           | Ministro dell'industria e del commercio                                                    | Jean Moreau                             | Sottosegretario di Stato all'industria e al commercio | Schuman I                  | 24 novembre 1947  | 26 luglio 1948    | Vincent Auriol    |
| Robert Lacoste           | Ministro dell'industria e del commercio                                                    | Nessuno                                 | Nessuno                                               | Marie                      | 26 luglio 1948    | 5 settembre 1948  | Vincent Auriol    |
| Robert Lacoste           | Ministro dell'industria e del commercio                                                    | Fily Dabo Sissoko                       | Sottosegretario di Stato all'industria e al commercio | Schuman II                 | 5 settembre 1948  | 11 settembre 1948 | Vincent Auriol    |
| Robert Lacoste           | Ministro dell'industria e del commercio                                                    | Nessuno                                 | Nessuno                                               | Queuille I                 | 11 settembre 1948 | 28 ottobre 1949   | Vincent Auriol    |
| Robert Lacoste           | Ministro dell'industria e del commercio                                                    | Raymond Marcellin                       | Sottosegretario di Stato all'industria e al commercio | Bidault II                 | 29 ottobre 1949   | 7 febbraio 1950   | Vincent Auriol    |
| Jean-Marie Louvel        | Ministro dell'industria e del commercio                                                    | Raymond Marcellin                       | Sottosegretario di Stato all'industria e al commercio | Bidault II                 | 7 febbraio 1950   | 17 febbraio 1950  | Vincent Auriol    |
| Jean-Marie Louvel        | Ministro dell'industria e del commercio                                                    | Raymond Marcellin                       | Segretario di Stato per l'industria e il commercio    | Bidault II                 | 17 febbraio 1950  | 2 luglio 1950     | Vincent Auriol    |
| Jean-Marie Louvel        | Ministro dell'industria e del commercio                                                    | André Guillant                          | Segretario di Stato per l'industria e il commercio    | Queuille II e III Pleven I | 2 luglio 1950     | 11 agosto 1951    | Vincent Auriol    |
| Jean-Marie Louvel        | Ministro dell'industria e dell'energia                                                     | Nessuno                                 | Nessuno                                               | Pleven II Faure I          | 11 agosto 1951    | 8 marzo 1952      | Vincent Auriol    |
| Jean-Marie Louvel        | Ministro dell'industria e del commercio                                                    | Nessuno                                 | Nessuno                                               | Pinay                      | 8 marzo 1952      | 8 gennaio 1953    | Vincent Auriol    |
| Jean-Marie Louvel        | Ministro dell'industria e dell'energia                                                     | Nessuno                                 | Nessuno                                               | Mayer                      | 8 gennaio 1953    | 28 giugno 1953    | Vincent Auriol    |
| Jean-Marie Louvel        | Ministro dell'industria e del commercio                                                    | Nessuno                                 | Nessuno                                               | Laniel I e II              | 28 giugno 1953    | 19 giugno 1954    | Vincent Auriol    |
| Maurice Bourgès-Maunoury | Ministro dell'industria e del commercio                                                    | Nessuno                                 | Nessuno                                               | Mendès-France              | 19 giugno 1954    | 3 settembre 1954  | René Coty         |
| Henri Ulver              | Ministro dell'industria e del commercio                                                    | Nessuno                                 | Nessuno                                               | Mendès-France              | 3 settembre 1954  | 23 febbraio 1955  | René Coty         |
| André Morice             | Ministro dell'industria e del commercio                                                    | Nessuno                                 | Nessuno                                               | Faure II                   | 23 febbraio 1955  | 1º febbraio 1956  | René Coty         |
| Bernard Chochoy          | Segretario di Stato per la ricostruzione, l'edilizia abitativa, l'industria e il commercio | Hammadoun Dicko                         | Sottosegretario di Stato all'industria e al commercio | Mollet                     | 1º febbraio 1956  | 21 febbraio 1956  | René Coty         |
| Maurice Lemaire          | Segretario di Stato per l'industria e il commercio                                         | Hammadoun Dicko                         | Sottosegretario di Stato all'industria e al commercio | Mollet                     | 21 febbraio 1956  | 17 marzo 1956     | René Coty         |
| Maurice Lemaire          | Segretario di Stato per l'industria e il commercio                                         | Nessuno                                 | Nessuno                                               | Mollet                     | 17 marzo 1956     | 13 giugno 1957    | René Coty         |
| Arthur Conte             | Segretario di Stato per l'industria e il commercio                                         | Nessuno                                 | Nessuno                                               | Bourgès-Maunoury           | 13 giugno 1957    | 6 novembre 1957   | René Coty         |
| Paul Ribeyre             | Ministro dell'industria e del commercio                                                    | Nessuno                                 | Nessuno                                               | Gaillard Pflimlin          | 6 novembre 1957   | 1º giugno 1958    | René Coty         |
| Édouard Ramonet          | Segretario di Stato per l’industria e il commercio                                         | Nessuno                                 | Nessuno                                               | de Gaulle III              | 1º giugno 1958    | 9 giugno 1958     | René Coty         |
| Édouard Ramonet          | Ministro dell'industria e del commercio                                                    | Nessuno                                 | Nessuno                                               | de Gaulle III              | 9 giugno 1958     | 8 gennaio 1959    | René Coty         |

### Quinta Repubblica
| Ministro                  | Incarico                                                                              | Ministro delegato o segretario di Stato | Incarico                                                                                                  | Governo           | Inizio            | Fine              | Capo di Stato            |
| ------------------------- | ------------------------------------------------------------------------------------- | --------------------------------------- | --- | ----------------- | ----------------- | ----------------- | ------------------------ |
| Jean-Marcel Jeanneney     | Ministro dell'industria e del commercio                                               | Joseph Fontanet                         | Segretario di Stato per l'industria e il commercio                                                        | Debré             | 8 gennaio 1959    | 17 novembre 1959  | Charles de Gaulle        |
| Jean-Marcel Jeanneney     | Ministro dell'industria                                                               | Nessuno                                 | Nessuno                                                                                                   | Debré             | 17 novembre 1959  | 14 aprile 1962    | Charles de Gaulle        |
| Michel Maurice-Bokanowski | Ministro dell'industria                                                               | Nessuno                                 | Nessuno                                                                                                   | Pompidou I e II   | 14 aprile 1962    | 8 gennaio 1966    | Charles de Gaulle        |
| Raymond Marcellin         | Ministro dell'industria                                                               | Nessuno                                 | Nessuno                                                                                                   | Pompidou III      | 8 gennaio 1966    | 6 aprile 1967     | Charles de Gaulle        |
| Olivier Guichard          | Ministro dell'industria                                                               | Nessuno                                 | Nessuno                                                                                                   | Pompidou IV       | 6 aprile 1967     | 31 maggio 1968    | Charles de Gaulle        |
| Albin Chalandon           | Ministro dell'industria                                                               | Nessuno                                 | Nessuno                                                                                                   | Pompidou V        | 31 maggio 1968    | 10 luglio 1968    | Charles de Gaulle        |
| André Bettencourt         | Ministro dell'industria                                                               | Nessuno                                 | Nessuno                                                                                                   | Couve de Murville | 12 luglio 1968    | 20 giugno 1969    | Charles de Gaulle        |
| François Ortoli           | Ministro dello sviluppo industriale e scientifico                                     | Bernard Lafay                           | Segretario di Stato                                                                                       | Chaban-Delmas     | 22 giugno 1969    | 6 luglio 1972     | Georges Pompidou         |
| François Ortoli           | Ministro dello sviluppo industriale e scientifico                                     | Gabriel Kaspereit                       | Segretario di Stato                                                                                       | Chaban-Delmas     | 22 giugno 1969    | 23 luglio 1969    | Georges Pompidou         |
| François Ortoli           | Ministro dello sviluppo industriale e scientifico                                     | Gabriel Kaspereit                       | Segretario di Stato per la media e piccola industria e l'artigianato                                      | Chaban-Delmas     | 23 luglio 1969    | 6 luglio 1972     | Georges Pompidou         |
| Jean Charbonnel           | Ministro dello sviluppo industriale e scientifico                                     | Nessuno                                 | Nessuno                                                                                                   | Messmer I         | 6 luglio 1972     | 2 aprile 1973     | Georges Pompidou         |
| Jean Charbonnel           | Ministro dello sviluppo industriale e scientifico                                     | Henri Torre                             | Segretario di Stato per la piccola e media industria e la ricerca scientifica e tecnologica               | Messmer II        | 5 aprile 1973     | 23 ottobre 1973   | Georges Pompidou         |
| Jean Charbonnel           | Ministro dello sviluppo industriale e scientifico                                     | Nessuno                                 | Nessuno                                                                                                   | Messmer II        | 23 ottobre 1973   | 27 febbraio 1974  | Georges Pompidou         |
| Yves Guéna                | Ministro dell'industria, del commercio e dell'artigianato                             | Nessuno                                 | Nessuno                                                                                                   | Messmer III       | 1º marzo 1974     | 28 maggio 1974    | Georges Pompidou         |
| Michel d'Ornano           | Ministro dell'industria e della ricerca                                               | Nessuno                                 | Nessuno                                                                                                   | Chirac I          | 28 maggio 1974    | 27 agosto 1976    | Valéry Giscard d'Estaing |
| Michel d'Ornano           | Ministro dell'industria e della ricerca                                               | Nessuno                                 | Nessuno                                                                                                   | Barre I           | 27 agosto 1976    | 20 dicembre 1976  | Valéry Giscard d'Estaing |
| Michel d'Ornano           | Ministro dell'industria e della ricerca                                               | Claude Coulais                          | Segretario di Stato                                                                                       | Barre I           | 20 dicembre 1976  | 30 marzo 1977     | Valéry Giscard d'Estaing |
| René Monory               | Ministro dell'industria, del commercio e dell'artigianato                             | Claude Coulais                          | Segretario di Stato                                                                                       | Barre II          | 30 marzo 1977     | 5 aprile 1978     | Valéry Giscard d'Estaing |
| René Monory               | Ministro dell'industria, del commercio e dell'artigianato                             | Antoine Rufenacht                       | Segretario di Stato                                                                                       | Barre II          | 30 marzo 1977     | 5 aprile 1978     | Valéry Giscard d'Estaing |
| André Giraud              | Ministro dell'industria                                                               | Jean-Pierre Prouteau                    | Segretario di Stato per la piccola e media industria                                                      | Barre III         | 5 aprile 1978     | 22 maggio 1981    | Valéry Giscard d'Estaing |
| Pierre Joxe               | Ministro dell'industria                                                               | Nessuno                                 | Nessuno                                                                                                   | Mauroy I          | 22 maggio 1981    | 23 giugno 1981    | François Mitterrand      |
| Pierre Dreyfus            | Ministro dell'industria                                                               | Nessuno                                 | Nessuno                                                                                                   | Mauroy II         | 23 giugno 1981    | 29 giugno 1982    | François Mitterrand      |
| Jean-Pierre Chevènement   | Ministro di Stato, ministro della ricerca e dell'industria                            | Nessuno                                 | Nessuno                                                                                                   | Mauroy II         | 29 giugno 1982    | 22 marzo 1983     | François Mitterrand      |
| Laurent Fabius            | Ministro dell'industria e della ricerca                                               | Nessuno                                 | Nessuno                                                                                                   | Mauroy III        | 22 marzo 1983     | 19 luglio 1984    | François Mitterrand      |
| Édith Cresson             | Ministro della riconversione industriale e del commercio estero                       | Nessuno                                 | Nessuno                                                                                                   | Fabius            | 19 luglio 1984    | 20 marzo 1986     | François Mitterrand      |
| Alain Madelin             | Ministro dell'industria, delle PTT e del turismo                                      | Nessuno                                 | Nessuno                                                                                                   | Chirac II         | 20 marzo 1986     | 12 maggio 1988    | François Mitterrand      |
| Roger Fauroux             | Ministro dell'industria, del commercio estero e della pianificazione regionale        | Nessuno                                 | Nessuno                                                                                                   | Rocard I          | 12 maggio 1988    | 28 giugno 1988    | François Mitterrand      |
| Roger Fauroux             | Ministro dell'industria e della pianificazione regionale                              | Nessuno                                 | Nessuno                                                                                                   | Rocard I          | 28 giugno 1988    | 16 maggio 1991    | François Mitterrand      |
| Pierre Bérégovoy          | Ministro di Stato, ministro dell'economia, delle finanze e del bilancio               | Dominique Strauss-Kahn                  | Ministro delegato all'industria e al commercio estero                                                     | Cresson           | 16 maggio 1991    | 4 aprile 1992     | François Mitterrand      |
| Dominique Strauss-Kahn    | Ministro dell'industria e del commercio estero                                        | Nessuno                                 | Nessuno                                                                                                   | Bérégovoy         | 4 aprile 1992     | 30 marzo 1993     | François Mitterrand      |
| Gérard Longuet            | Ministro dell'industria, delle poste e delle telecomunicazioni e del commercio estero | Nessuno                                 | Nessuno                                                                                                   | Balladur          | 30 marzo 1993     | 14 ottobre 1994   | François Mitterrand      |
| José Rossi                | Ministro dell'industria, delle poste e delle telecomunicazioni e del commercio estero | Nessuno                                 | Nessuno                                                                                                   | Balladur          | 14 ottobre 1994   | 18 maggio 1995    | François Mitterrand      |
| Yves Galland              | Ministro dell'industria                                                               | Nessuno                                 | Nessuno                                                                                                   | Juppé I           | 18 maggio 1995    | 6 novembre 1995   | François Mitterrand      |
| Franck Borotra            | Ministro dell'industria, delle poste e delle telecomunicazioni                        | Nessuno                                 | Nessuno                                                                                                   | Juppé II          | 6 novembre 1995   | 4 giugno 1997     | Jacques Chirac           |
| Dominique Strauss-Kahn    | Ministro dell'economia, delle finanze e dell'industria                                | Christian Pierret                       | Segretario di Stato per l'industria                                                                       | Jospin            | 4 giugno 1997     | 2 novembre 1999   | Jacques Chirac           |
| Christian Sautter         | Ministro dell'economia, delle finanze e dell'industria                                | Christian Pierret                       | Segretario di Stato per l'industria                                                                       | Jospin            | 2 novembre 1999   | 27 marzo 2000     | Jacques Chirac           |
| Laurent Fabius            | Ministro dell'economia, delle finanze e dell'industria                                | Christian Pierret                       | Segretario di Stato per l'industria                                                                       | Jospin            | 27 marzo 2000     | 25 febbraio 2002  | Jacques Chirac           |
| Laurent Fabius            | Ministro dell'economia, delle finanze e dell'industria                                | Christian Pierret                       | Ministro delegato all'industria, alle piccole e medie imprese, al commercio, all'artigianato e ai consumi | Jospin            | 25 febbraio 2002  | 7 maggio 2002     | Jacques Chirac           |
| Francis Mer               | Ministro dell'economia, delle finanze e dell'industria                                | Nessuno                                 | Nessuno                                                                                                   | Raffarin I        | 7 maggio 2002     | 17 giugno 2002    | Jacques Chirac           |
| Francis Mer               | Ministro dell'economia, delle finanze e dell'industria                                | Nicole Fontaine                         | Ministro delegato all'industria                                                                           | Raffarin II       | 17 giugno 2002    | 30 marzo 2004     | Jacques Chirac           |
| Nicolas Sarkozy           | Ministro di Stato, ministro dell'economia, delle finanze e dell'industria             | Patrick Devedjian                       | Ministro delegato all'industria                                                                           | Raffarin III      | 31 marzo 2004     | 28 novembre 2004  | Jacques Chirac           |
| Hervé Gaymard             | Ministro dell'economia, delle finanze e dell'industria                                | Patrick Devedjian                       | Ministro delegato all'industria                                                                           | Raffarin III      | 29 novembre 2004  | 25 febbraio 2005  | Jacques Chirac           |
| Thierry Breton            | Ministro dell'economia, delle finanze e dell'industria                                | Patrick Devedjian                       | Ministro delegato all'industria                                                                           | Raffarin III      | 25 febbraio 2005  | 31 maggio 2005    | Jacques Chirac           |
| Thierry Breton            | Ministro dell'economia, delle finanze e dell'industria                                | François Loos                           | Ministro delegato all'industria                                                                           | Villepin          | 2 giugno 2005     | 15 maggio 2007    | Jacques Chirac           |
| Nessuno                   | Nessuno                                                                               | Nessuno                                 | Nessuno                                                                                                   | Fillon I          | 18 maggio 2007    | 18 giugno 2007    | Nicolas Sarkozy          |
| Nessuno                   | Nessuno                                                                               | Nessuno                                 | Nessuno                                                                                                   | Fillon II         | 19 giugno 2007    | 18 marzo 2008     | Nicolas Sarkozy          |
| Christine Lagarde         | Ministro dell'economia, dell'industria e dell'occupazione                             | Luc Chatel                              | Segretario di Stato per l'industria e i consumi                                                           | Fillon II         | 18 marzo 2008     | 23 giugno 2009    | Nicolas Sarkozy          |
| Christine Lagarde         | Ministro dell'economia, dell'industria e dell'occupazione                             | Christian Estrosi                       | Ministro responsabile dell'industria                                                                      | Fillon II         | 23 giugno 2009    | 13 novembre 2010  | Nicolas Sarkozy          |
| Christine Lagarde         | Ministro dell'economia, delle finanze e dell'industria                                | Éric Besson                             | Ministro responsabile dell'industria, dell'energia e dell'economia digitale                               | Fillon III        | 14 novembre 2010  | 28 giugno 2011    | Nicolas Sarkozy          |
| François Baroin           | Ministro dell'economia, delle finanze e dell'industria                                | Éric Besson                             | Ministro responsabile dell'industria, dell'energia e dell'economia digitale                               | Fillon III        | 29 giugno 2011    | 10 maggio 2012    | Nicolas Sarkozy          |
| Arnaud Montebourg         | Ministro della ripresa produttiva                                                     | Nessuno                                 | Nessuno                                                                                                   | Ayrault I e II    | 16 maggio 2012    | 31 marzo 2014     | François Hollande        |
| Arnaud Montebourg         | Ministro dell'economia, della ripresa produttiva e del digitale                       | Nessuno                                 | Nessuno                                                                                                   | Valls I           | 2 aprile 2014     | 25 agosto 2014    | François Hollande        |
| Emmanuel Macron           | Ministro dell'economia, dell'industria e del digitale                                 | Nessuno                                 | Nessuno                                                                                                   | Valls II          | 26 agosto 2014    | 30 agosto 2016    | François Hollande        |
| Michel Sapin              | Ministro dell'economia e delle finanze                                                | Christophe Sirugue                      | Segretario di Stato per l'industria                                                                       | Valls II          | 1º settembre 2016 | 6 dicembre 2016   | François Hollande        |
| Michel Sapin              | Ministro dell'economia e delle finanze                                                | Christophe Sirugue                      | Segretario di Stato per l'industria                                                                       | Cazeneuve         | 6 dicembre 2016   | 27 febbraio 2017  | François Hollande        |
| Michel Sapin              | Ministro dell'economia e delle finanze                                                | Christophe Sirugue                      | Segretario di Stato per l'industria, il digitale e l'innovazione                                          | Cazeneuve         | 27 febbraio 2017  | 15 maggio 2017    | François Hollande        |
| Bruno Le Maire            | Ministro dell'economia                                                                | Nessuno                                 | Nessuno                                                                                                   | Philippe I        | 15 maggio 2017    | 21 giugno 2017    | Emmanuel Macron          |
| Bruno Le Maire            | Ministro dell'economia e delle finanze                                                | Benjamin Griveaux                       | Segretario di Stato                                                                                       | Philippe II       | 21 giugno 2017    | 24 novembre 2017  | Emmanuel Macron          |
| Bruno Le Maire            | Ministro dell'economia e delle finanze                                                | Delphine Gény-Stephann                  | Segretario di Stato                                                                                       | Philippe II       | 24 novembre 2017  | 16 ottobre 2018   | Emmanuel Macron          |
| Bruno Le Maire            | Ministro dell'economia e delle finanze                                                | Agnès Pannier-Runacher                  | Segretario di Stato                                                                                       | Philippe II       | 16 ottobre 2018   | 3 luglio 2020     | Emmanuel Macron          |
| Bruno Le Maire            | Ministro dell'economia, delle finanze e del rilancio                                  | Agnès Pannier-Runacher                  | Ministro delegato all'Industria                                                                           | Castex            | 6 luglio 2020     | 20 maggio 2022    | Emmanuel Macron          |
| Bruno Le Maire            | Ministro dell'economia, delle finanze e della sovranità industriale e digitale        | Nessuno                                 | Nessuno                                                                                                   | Borne             | 20 maggio 2022    | 4 luglio 2022     | Emmanuel Macron          |
| Bruno Le Maire            | Ministro dell'economia, delle finanze e della sovranità industriale e digitale        | Roland Lescure                          | Ministro delegato all'industria                                                                           | Borne             | 4 luglio 2022     | 11 gennaio 2024   | Emmanuel Macron          |
| Bruno Le Maire            | Ministro dell'economia, delle finanze e della sovranità industriale e digitale        | Roland Lescure                          | Ministro delegato all'industria e all'energia                                                             | Attal             | 8 febbraio 2024   | 21 settembre 2024 | Emmanuel Macron          |
| Antoine Armand            | Ministro dell'economia, delle finanze e dell'industria                                | Françoise Gatel                         | Ministro delegato al commercio e all'artigianato                                                          | Barnier           | 21 settembre 2024 | in carica         | Emmanuel Macron          |